# Gabriel Flores
Gabriel Alejandro Flores (Bernal, 28 giugno 1987) è un ex calciatore argentino, di ruolo difensore.

## Caratteristiche tecniche
È un terzino sinistro.

## Palmarès
- Copa Argentina: 1

Arsenal: 2012-2013